# Sono lo scherno
Sono lo scherno è il quarto album in studio del gruppo musicale statunitense Krieg, pubblicato nel 2005 dalla Battle Kommand Records.

## Tracce
1. Seven Plagues, Seven Houses – 0:52
2. Knights of the Holocaust – 4:49
3. Fallen One – 2:23
4. Slit Their Throats to the Spine – 4:39
5. Hallucinations in the Withered Eden – 3:09
6. Ruin Under the Burning Skies – 6:28
7. Maelstrom – 3:15
8. Plague Waltz – 1:27
9. Power of Darkness (cover dei Nunslaughter) – 2:10
10. Shadows of the Fallen Kingdom – 2:38
11. Blackash Snowfall – 2:52
12. Hypnotic Decay – 2:04

## Formazione

### Gruppo
- Imperial – voce, chitarra, effetti
- Azag – chitarra, tastiere
- Soth – basso
- J. Tarby – batteria